# Old Tucson Studios
Old Tucson Studios es un estudio de cine reconvertido en parque temático, situado al oeste de Tucson (Arizona), adyacente a la sierra de Tucson, y cercano a la parte occidental del Parque nacional Saguaro. Construido en 1939 para la película Arizona, el estudio fue abierto al público en 1960.

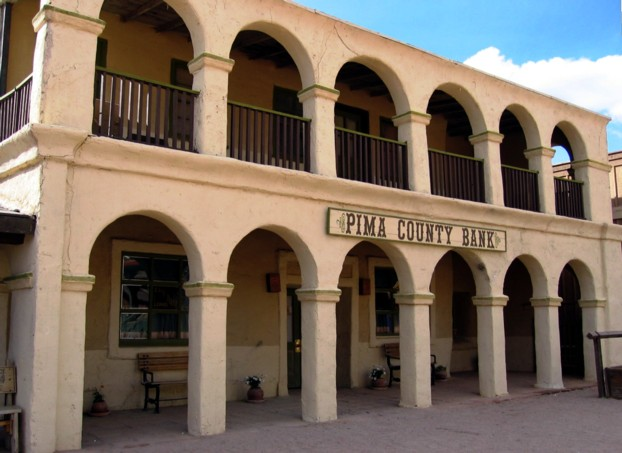
Old Tucson Studios

## Historia
El estudio de Old Tucson fue construido originalmente en 1939 por Columbia Pictures, en la propiedad del Condado Pima, como una réplica de Tucson en 1860, para la película Arizona, protagonizada por William Holden y Jean Arthur. Los trabajadores levantaron más de cincuenta edificios en cuarenta días. Muchas de esas estructuras todavía existen y se encuentran exhibidas de cara al público.
Después de terminar de filmar la película Arizona, el lugar quedó inactivo por algunos años, hasta el rodaje de la película The Bells of St. Mary's (1945), protagonizada por Bing Crosby e Ingrid Bergman. Otras películas de la época que fueron filmadas en este emplazamiento son The last Round-up (1947) con Gene Autry y Winchester 73 (1950) con Jimmy Stewart y The last Outpost con Ronald Reagan. En 1950 se dio el rodaje de Gunfight at the OK Corral (1956), The Lone Ranger and the Lost City of Gold (1957), y Cimarrón (1959) entre otras.

## Abierto al público
En 1959, el empresario Robert Shelton arrendó la propiedad del Condado Pima y empezó a restaurar la envejecida instalación. Old Tucson Studios reabrió sus puertas en 1960, tanto como estudio de cine, como parque temático. El parque creció poco a poco ya que con cada película se le agregaba alguna novedad a sus polvorientas calles. John Wayne participó en cuatro películas en Old Tucson Studios: Río Bravo (1959) añadió un salón de baile, un banco y una oficina de doctor; McLintock (1963) añadió el Hotel McLintock; El Dorado (1967) trajo una renovación de las fachadas de las tiendas de la calle principal; y con Río Lobo (1970) se añadió la cantina, un rancho y una prisión.
En 1968, se construyó un estudio de sonido de 1208 metros cuadrados para darle a Old Tucson Studios una mejor ligereza a la hora de montar las películas. La primera cinta que utilizó el estudio de sonido fue Young Billy Young (1968), protagonizada por Robert Mitchum y Angie Dickinson. El parque empezó a añadir tours, viajes y shows para el entretenimiento del público. Lo más notable y esperado eran los tiroteos entre pistoleros ejecutados en las calles por actores profesionales.
Old Tucson Studios sirvió como escenario ideal para grabar escenas de series de televisión como NBC High Chaparral (1967-1971), cuyo rancho sobrevivió al fuego de 1995; Little House on The Prairie, y después Father Murphy, protagonizadas por Merlin Olsen. Tres amigos fue una comedia popular rodada en la década de los ochenta, que utilizó la iglesia para el rodaje. La calle principal aparece con frecuencia en películas de la década de los noventa, como Tombstone y Rápida y mortal. 

## Incendio

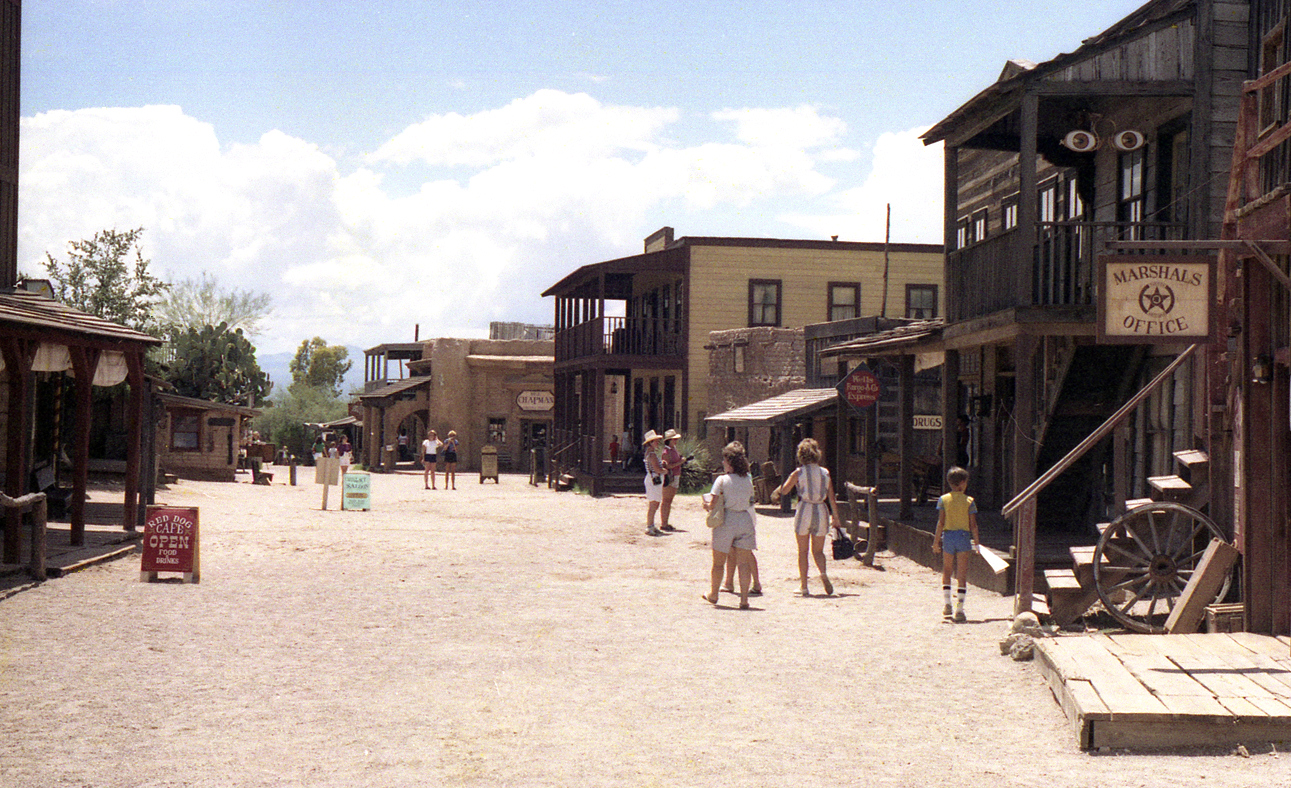
Old Tucson Studios en 1984

El 25 de abril de 1995, un incendio destruyó gran parte del estudio. Edificios, disfraces, y mobiliario se perdieron durante el mismo. El origen del incendio no se conoce. De todas formas, es seguro que algunos factores contribuyeron en esta devastación. Los esfuerzos de los bomberos fueron obstaculizados por fuertes vientos. No se pudo acceder a una reserva de 25.000 galones de agua y, por lo tanto, tuvo que ser traída de áreas de cuarenta millas aproximadamente. La mayoría de los edificios en el estudio estaban clasificados como "estructuras provisionales", por lo que no era obligatorio que tuvieran sistemas de seguridad antiincendios. Además, el material explosivo almacenado en las inmediaciones centró casi toda la atención de los bomberos, que gastaron en él casi toda su provisión de agua. De hecho, se empleó tanta agua para impedir que se produjera una explosión, que gran parte de la zona quedó inundada, dificultando a su vez las labores de extinción en el resto del recinto.
Cuando comenzó el fuego, unas 300 personas entre visitantes y empleados tuvieron que ser evacuados. Tras aproximadamente cuatro horas se logró apagar el fuego. Los daños se estimaron en unos 10 millones de dólares, y 25 edificios, incluido el estudio de sonido, quedaron totalmente destruidos. Entre los objetos valiosos que se perdieron se encontraba el vestuario de Little House on the Prairie. 
Después de 20 meses de reconstrucción, Old Tucson volvió a abrir sus puertas el 2 de enero de 1997. Nuevos edificios fueron erigidos, y las calles se ensancharon. El estudio de audio no fue reconstruido. En 2003, Old Tucson redujo sus horas de apertura, de 10am a 4pm. 

## Algunas películas filmadas en Old Tucson Studios
- 1940: Arizona
- 1945: The Bells of St. Mary's
- 1947: The Last Round-up
- 1950: Broken Arrow
- 1951: The Last Outpost
- 1955: Strange Lady in Town
- 1955: Ten Wanted Men
- 1955: The Violent Men
- 1956: The Broken Star
- 1956: Walk the Proud Land
- 1957: 3:10 to Yuma
- 1957: Gunfight at the O.K. Corral
- 1957: The Guns of Fort Petticoat
- 1958: Buchanan Rides Alone
- 1958: The Badlanders
- 1958: The Lone Ranger and the Lost City of Gold
- 1959: Last Train from Gun Hill
- 1959: Rio Bravo
- 1959: The Hangman
- 1961: The Deadly Companions
- 1962: Young Guns of Texas
- 1963: McLintock!
- 1964: The Outrage
- 1965: Arizona Raiders
- 1965: The Great Sioux Massacre
- 1966: El Dorado
- 1967: Hombre
- 1967: Return of the Gunfighter
- 1967: The Last Challenge
- 1967: The Way West
- 1967: A Time for Killing
- 1968: The Mini-Skirt Mob
- 1969: Heaven with a Gun
- 1969: Lonesome Cowboys
- 1969: Young Billy Young
- 1970: Dirty Dingus Magee
- 1970: Monte Walsh
- 1970: Rio Lobo
- 1971: Wild Rovers
- 1972: Joe Kidd
- 1972: Night of the Lepus
- 1972: Pocket Money
- 1972: The Legend of Nigger Charley
- 1972: The Life and Times of Judge Roy Bean
- 1973: Guns of a Stranger
- 1974: Death Wish
- 1974: A Knife for the Ladies
- 1974: The Trial of Billy Jack
- 1975: Posse
- 1976: The Outlaw Josey Wales
- 1979: The Villain
- 1980: Tom Horn
- 1981: The Cannonball Run
- 1986: ¡Three Amigos!
- 1990: Young Guns II
- 1993: Geronimo: An American Legend
- 1993: Nemesis
- 1993: Tombstone
- 1994: Lightning Jack
- 1995: Hard Bounty
- 1995: The Quick and the Dead
- 2005: Seven Mummies
- 2007: Legend of Pearl Hart

- Datos: Q472218
- Multimedia: Old Tucson Studios / Q472218